# Либуше
Либуше е легендарна фигура в чешката история – чешка княгиня, съпруга на Пршемисъл Орач и легендарна основателка на чешката династия на Пршемисловците. Животът ѝ е описан за първи път в „Чешка хроника“ на Козма Пражки в началото на дванадесетото столетие, откъдето образът ѝ е възприет в по-късната чешка литература и в различни музикални произведения.
Либуше била най-малката дъщеря на легендарния княз Крок – праотец на чехите. Нейните две по-големи сестри били Кази и Тета. Кази имала лечителски способности, Тета разговаряла с духове, а Либуше можела да предсказва бъдещето. По желание на своя баща най-малката Либуше станала негова наследница, княгиня. По това време основно задължение на княза било да раздава правосъдие, което ставало на специално място под един стар дъб. Въпреки че Либуше била мъдра и справедлива, един мъж от племето се разбунтувал срещу женското правосъдие, което принудило княгинята да си потърси мъж, който да управлява заедно с нея племето. Либуше изпратила хора да ѝ намерят мъж, като им дала наръки, че ще намерят бъдещия ѝ съпруг да оре нива с два вола, тя дори посочила и името му – Пршемисъл. Напътствията на княгинята отвели хората ѝ в селцето Стадице, където, както тя предсказала, те заварили мъж на име Пршемисъл да оре близка нива с два вола. Хората на Либуше отвели Пршемисъл при нея и двамата се оженили. Така Пршемисъл станал княз, а от брака му с Либуше се родили трима синове – Незамисъл, Радобил и Лидомир, с което според легендата е поставено началото на рода на Пршемисловците.
Според легендата Либуше предрекла основаването на град Прага. Тя проводила хора в една гора, където те щели да намерят човек, който майстори дървения праг на дома си. Княгинята заръчала това място да бъде наречено Прага и предрекла бъдещата слава на това място, където щял да се издига най-големият замък в земите ѝ.
Историята за Либуше има легендарен характер и е част от чешката митология, но е запазила в структурата си исторически факти и процеси като прехода на чешките племена от матриархална към патриархална родова организация.